# 23-тя паралель північної широти
23-та паралель північної широти — лінія широти, що лежить на 23 градуси північніше земної екваторіальної площини, за 50 км на південь від тропіка Рака. Вона проходить через Африку, Азію, Індійський океан, Тихий океан, Північну Америку, Кариби та Атлантичний океан.
На цій широті під час літнього сонцестояння сонце видно 13 годин 33 хвилини, а під час зимового сонцестояння — 10 годин 43 хвилини. 

## Список географічних об'єктів, що перетинає 23° пн. ш.
Починаючи з Гринвіцького меридіану та рухаючись на схід, 23-та паралель північної широти проходить через:
| Координати                                                   | Країна, територія або море | Примітки |
| ------------------------------------------------------------ | -------------------------- | --- |
| 22°0′ пн. ш. 0°0′ сх. д. / 22.000° пн. ш. 0.000° сх. д.      | Алжир                      | |
| 23°0′ пн. ш. 11°3′ сх. д. / 23.000° пн. ш. 11.050° сх. д.    | Нігер                      | |
| 23°0′ пн. ш. 13°46′ сх. д. / 23.000° пн. ш. 13.767° сх. д.   | Лівія                      | |
| 23°0′ пн. ш. 15°0′ сх. д. / 23.000° пн. ш. 15.000° сх. д.    | Чад                        | |
| 23°0′ пн. ш. 16°58′ сх. д. / 23.000° пн. ш. 16.967° сх. д.   | Лівія                      | |
| 23°0′ пн. ш. 25°0′ сх. д. / 23.000° пн. ш. 25.000° сх. д.    | Єгипет                     | |
| 23°0′ пн. ш. 35°27′ сх. д. / 23.000° пн. ш. 35.450° сх. д.   | Халаїбський трикутник      | Халаїбський трикутник є спірною територією, яку контролює Єгипет та на яку претендують Єгипет та Судан                           |
| 23°0′ пн. ш. 35°40′ сх. д. / 23.000° пн. ш. 35.667° сх. д.   | Червоне море               | |
| 23°0′ пн. ш. 38°48′ сх. д. / 23.000° пн. ш. 38.800° сх. д.   | Саудівська Аравія          | |
| 23°0′ пн. ш. 52°32′ сх. д. / 23.000° пн. ш. 52.533° сх. д.   | ОАЕ                        | Емірат Абу-Дабі |
| 23°0′ пн. ш. 55°13′ сх. д. / 23.000° пн. ш. 55.217° сх. д.   | Оман                       | |
| 23°0′ пн. ш. 59°7′ сх. д. / 23.000° пн. ш. 59.117° сх. д.    | Індійський океан           | Аравійське море |
| 23°0′ пн. ш. 68°54′ сх. д. / 23.000° пн. ш. 68.900° сх. д.   | Індія                      | Гуджарат — проходить південніше Ахмадабад Мадг'я-Прадеш Чхаттісгарх Джхаркханд Західний Бенгал                                   |
| 23°0′ пн. ш. 88°52′ сх. д. / 23.000° пн. ш. 88.867° сх. д.   | Бангладеш                  | |
| 23°0′ пн. ш. 91°32′ сх. д. / 23.000° пн. ш. 91.533° сх. д.   | Індія                      | Трипура — приблизно на 20 км |
| 23°0′ пн. ш. 91°43′ сх. д. / 23.000° пн. ш. 91.717° сх. д.   | Бангладеш                  | |
| 23°0′ пн. ш. 92°23′ сх. д. / 23.000° пн. ш. 92.383° сх. д.   | Індія                      | Мізорам |
| 23°0′ пн. ш. 93°8′ сх. д. / 23.000° пн. ш. 93.133° сх. д.    | М'янма                     | |
| 23°0′ пн. ш. 99°31′ сх. д. / 23.000° пн. ш. 99.517° сх. д.   | КНР                        | Юньнань |
| 23°0′ пн. ш. 104°50′ сх. д. / 23.000° пн. ш. 104.833° сх. д. | В'єтнам                    | |
| 23°0′ пн. ш. 105°48′ сх. д. / 23.000° пн. ш. 105.800° сх. д. | КНР                        | Гуансі Гуандун — проходить південніше Гуанчжоу                                                                                   |
| 23°0′ пн. ш. 116°31′ сх. д. / 23.000° пн. ш. 116.517° сх. д. | Південнокитайське море     | |
| 23°0′ пн. ш. 120°7′ сх. д. / 23.000° пн. ш. 120.117° сх. д.  | Республіка Китай           | Проходить через острів Тайвань                                                                                                   |
| 23°0′ пн. ш. 121°19′ сх. д. / 23.000° пн. ш. 121.317° сх. д. | Тихий океан                | Проходить південніше острова Ніхоа, Гаваї, США                                                                                   |
| 23°0′ пн. ш. 110°5′ зх. д. / 23.000° пн. ш. 110.083° зх. д.  | Мексика                    | Проходить через півострів Каліфорнія                                                                                             |
| 23°0′ пн. ш. 109°42′ зх. д. / 23.000° пн. ш. 109.700° зх. д. | Каліфорнійська затока      | |
| 23°0′ пн. ш. 106°11′ зх. д. / 23.000° пн. ш. 106.183° зх. д. | Мексика                    | |
| 23°0′ пн. ш. 97°46′ зх. д. / 23.000° пн. ш. 97.767° зх. д.   | Мексиканська затока        | |
| 23°0′ пн. ш. 83°13′ зх. д. / 23.000° пн. ш. 83.217° зх. д.   | Куба                       | Проходить південніше Гавани |
| 23°0′ пн. ш. 79°59′ зх. д. / 23.000° пн. ш. 79.983° зх. д.   | Атлантичний океан          | |
| 23°0′ пн. ш. 74°55′ зх. д. / 23.000° пн. ш. 74.917° зх. д.   | Багамські Острови          | Проходить через острів Лонг-Айленд[en]                                                                                           |
| 23°0′ пн. ш. 74°51′ зх. д. / 23.000° пн. ш. 74.850° зх. д.   | Атлантичний океан          | Проходить північніше острова Крукед-Айленд[en], Багамські Острови Проходить південніше острова Самана-Кей[en], Багамські Острови |
| 23°0′ пн. ш. 16°8′ зх. д. / 23.000° пн. ш. 16.133° зх. д.    | Західна Сахара             | Претендує Марокко та Сахарська Арабська Демократична Республіка                                                                  |
| 23°0′ пн. ш. 13°5′ зх. д. / 23.000° пн. ш. 13.083° зх. д.    | Мавританія                 | |
| 23°0′ пн. ш. 6°20′ зх. д. / 23.000° пн. ш. 6.333° зх. д.     | Малі                       | |
| 23°0′ пн. ш. 1°40′ зх. д. / 23.000° пн. ш. 1.667° зх. д.     | Алжир                      | |